# 1206 Нумеровія
1206 Нумеровія (1206 Numerowia) — астероїд головного поясу, відкритий 18 жовтня 1931 року.
Тіссеранів параметр щодо Юпітера — 3,260.
Названо на честь радянського астронома Бориса Нумерова (1891 — 1941).